# Tom Hardy
Edward Thomas Hardy, CBE (ur. 15 września 1977 w Londynie, w dzielnicy Hammersmith) – brytyjski aktor filmowy i producent filmowy. Wystąpił w miniserialu HBO Kompania braci (2001) oraz filmach takich jak Helikopter w ogniu (2001), Star Trek: Nemesis (2002), RocknRolla (2008), Incepcja (2010), Wojownik (2011), Szpieg (2011), Mroczny Rycerz powstaje (2012), Gangster (2012), Locke (2013), Mad Max: Na drodze gniewu (2015) i Venom (2018) oraz jego sequelu. Za rolę Johna Fitzgeralda w dramacie przygodowym Zjawa (2015) był nominowany do Oscara dla najlepszego aktora drugoplanowego. W 2018 został odznaczony Orderem Imperium Brytyjskiego.

## Życiorys

### Wczesne lata
Urodził się w dzielnicy Londynu – Hammersmith jako syn artystki malarki irlandzkiego pochodzenia Anne (z domu Barrett) i komediopisarza Edwarda „Chipsa” Hardy’ego. Dorastał w East Sheen w południowo-zachodnim Londynie. Uczęszczał do Tower House School, Reed's School w Cobham i Duff Miller Sixth Form College. Studiował w Richmond Drama School w Richmond, a następnie w Drama Centre London. Trenował jujutsu i capoeirę.

### Kariera
W 1998, w wieku dwudziestu jeden lat zwyciężył w konkursie telewizyjnego show The Big Breakfast's Find Me a Supermodel i zdobył kontrakt z agencją Models One.
Po gościnnym występie w dwóch odcinkach miniserialu HBO Kompania braci (Band of Brothers, 2001), zadebiutował rolą szeregowego Lance’a Twombly’ego w thrillerze Ridleya Scotta Helikopter w ogniu (Black Hawk Down, 2001) z udziałem Josha Hartnetta, Ewana McGregora i Erica Bany. Rok później za rolę pretora Shinzona w filmie science fiction Star Trek: Nemesis (2002) był nominowany do nagrody Saturna w kategorii najlepszy aktor drugoplanowy. W 2003 roku został uhonorowany nagrodą teatralną London Evening Standard Theater Award i nominowany do nagrody im. Laurence’a Oliviera '2004 za rolę w spektaklu Krew/W Arabii chcemy wszyscy być królami (Blood/In Arabia We'd All Be Kings) na scenie Royal Court Theatre, Hampstead Theatre i Society of London Theatre Affiliate.
W Wielkiej Brytanii zagrał w melodramacie Kropka nad i (Dot the I, 2003) u boku Gaela Garcíi Bernala i Jamesa D’Arcy. Był Robertem Dudleyem, Lordem Leicesterem, przyjacielem z dzieciństwa królowej Elżbiety w miniserialu BBC Królowa dziewica (The Virgin Queen, 2005). W telewizyjnej adaptacji powieści Karola Dickensa – miniserialu BBC Oliver Twist (2007) pojawił się jako występny złodziej i przestępca William „Bill” Sikes. Kreacja angielskiego kryminalisty Michaela Gordona Petersona, bardziej znanego jako Charlesa Bronsona, który przez kradzieże i rozboje spędził za kratkami większą część swojego życia w biograficznym dramacie kryminalnym Nicolasa Windinga Refna Bronson (2008) otrzymał nagrodę British Independent Film Award. Z kolei rola Eamesa w dreszczowcu heist science fiction Christophera Nolana Incepcja (Inception, 2010) przyniosła mu nagrodę BAFTA Rising Star.
14 stycznia 2016 zdobył nominację do Oscara dla najlepszego aktora drugoplanowego za postać bezwzględnego trapera Johna Fitzgeralda w biograficznym dramacie przygodowym Alejandro Gonzáleza Iñárritu Zjawa (Revenant, 2015). W miniserialu BBC One / FX Tabu (Taboo, 2017) wystąpił w głównej roli jako James Keziah Delaney. W fantastycznonaukowym filmie akcji Rubena Fleischera Venom (2018) zagrał komiksową postać Eddiego Brocka.

## Życie prywatne
W latach 1999–2004 był żonaty z Sarah Hardy. Z nieformalnego związku z Rachael Speed (2005–2009), asystentką reżysera, którą poznał na planie serialu BBC Królowa dziewica (The Virgin Queen, 2005), ma syna Louisa Thomasa (ur. 8 kwietnia 2008). 4 lipca 2014 roku poślubił Charlotte Riley, z którą związał się w 2009 roku. Mają córkę (ur. w październiku 2015). W grudniu 2018 roku na świat przyszedł ich syn Forrest.

## Filmografia

### Filmy fabularne
| Rok  | Tytuł                                                          | Rola                             | Reżyser                         |
| ---- | -------------------------------------------------------------- | -------------------------------- | ------------------------------- |
| 2001 | Helikopter w ogniu (Black Hawk Down)                           | Lance Twombly                    | Ridley Scott                    |
| 2002 | Star Trek: Nemesis                                             | pretor Shinzon                   | Stuart Baird                    |
| 2002 | Dezerter (Simon: An English Legionnaire)                       | Pascal Dupont                    | Martin Huberty                  |
| 2003 | Misterium zbrodni (The Reckoning)                              | Straw                            | Matthew Parkhill                |
| 2003 | Kropka nad i (dot the i)                                       | Tom                              | Matthew Parkhill                |
| 2003 | LD 50: śmiertelna dawka (LD 50 Lethal Dose)                    | Matt                             | Simon De Selva                  |
| 2004 | EMR                                                            | Henry                            | James Erskine, Danny McCullough |
| 2004 | Przekładaniec (Layer Cake)                                     | Clarkie                          | Matthew Vaughn                  |
| 2005 | Córka Gideona (Gideon’s Daughter, TV)                          | Andrew                           | Stephen Poliakoff               |
| 2006 | Maria Antonina (Marie Antoinette)                              | Raumont                          | Sofia Coppola                   |
| 2006 | A jak Andromeda (A for Andromeda, TV)                          | John Fleming                     | John Strickland                 |
| 2006 | Minotaur                                                       | Theo                             | Jonathan English                |
| 2006 | Burza hormonów (Scenes of a Sexual Nature)                     | Noel                             | Ed Blum                         |
| 2007 | Totalna zagłada (Flood)                                        | Zack                             | Tony Mitchell                   |
| 2007 | Reguła: WΔZ (WΔZ)                                              | Pierre Jackson                   | Tom Shankland                   |
| 2007 | The Inheritance (film krótkometrażowy)                         | tato                             | Charles-Henri Belleville        |
| 2007 | Stuart: Spojrzenie w przeszłość (Stuart: A Life Backwards, TV) | Stuart Shorter                   | David Attwood                   |
| 2008 | Sucker Punch                                                   | Rodders                          | Malcolm Martin                  |
| 2008 | RocknRolla                                                     | Przystojny Bob                   | Guy Ritchie                     |
| 2008 | Bronson                                                        | Charles Bronson/Michael Peterson | Nicolas Winding Refn            |
| 2009 | Złodziejski kodeks (Thick as Thieves)                          | detektyw Michaels                | Mimi Leder                      |
| 2009 | Perfect (film krótkometrażowy)                                 | lekarz                           | Christopher Obi                 |
| 2010 | Incepcja (Inception)                                           | Eames                            | Christopher Nolan               |
| 2011 | Sergeant Slaughter, My Big Brother (film krótkometrażowy)      | Dan                              | Greg Williams                   |
| 2011 | Szpieg (Tinker Tailor Soldier Spy)                             | Ricki Tarr                       | Tomas Alfredson                 |
| 2011 | Wojownik (Warrior)                                             | Tommy Riordan Conlon             | Gavin O’Connor                  |
| 2012 | A więc wojna (This Means War)                                  | Tuck Hansen                      | McG                             |
| 2012 | Mroczny Rycerz powstaje (The Dark Knight Rises)                | Bane                             | Christopher Nolan               |
| 2012 | Gangster (Lawless)                                             | Forrest Bondurant                | John Hillcoat                   |
| 2013 | Locke                                                          | Ivan Locke                       | Steven Knight                   |
| 2014 | Brudny szmal (The Drop)                                        | Bob Saginowski                   | Michaël Roskam                  |
| 2015 | System (Child 44)                                              | Leo Demidov                      | Daniel Espinosa                 |
| 2015 | Mad Max: Na drodze gniewu (Mad Max: Fury Road)                 | Max Rockatansky                  | George Miller                   |
| 2015 | London Road                                                    | Mark                             | Rufus Norris                    |
| 2015 | Legend                                                         | Ronald Kray / Reginald Kray      | Brian Helgeland                 |
| 2015 | Zjawa (Revenant)                                               | John Fitzgerald                  | Alejandro González Iñárritu     |
| 2017 | Dunkierka (Dunkirk)                                            | Farrier                          | Christopher Nolan               |
| 2017 | Gwiezdne wojny: Ostatni Jedi (Star Wars: The Last Jedi)        | Szturmowiec (cameo)              | Rian Johnson                    |
| 2018 | Venom                                                          | Eddie Brock / Venom              | Ruben Fleischer                 |
| 2020 | Capone                                                         | Al Capone                        | Josh Trank                      |
| 2021 | Venom 2: Carnage                                               | Eddie Brock / Venom              | Andy Serkis                     |
| 2021 | Spider-Man: Bez drogi do domu                                  | Eddie Brock / Venom (cameo)      | Jon Watts                       |
| 2023 | Motocykliści                                                   | Johnny                           | Jeff Nichols                    |
| 2024 | Venom 3: Ostatni taniec                                        | Eddie Brock / Venom              | Kelly Marcel                    |
| 2025 | Chaos (Havoc)                                                  | Walker                           | Gareth Evans                    |

### Seriale TV
| Rok       | Tytuł                                | Rola                          | Uwagi       |
| --------- | ------------------------------------ | ----------------------------- | ----------- |
| 2001      | Kompania braci (Band of Brothers)    | szeregowy John Janovec        | 3 odcinki   |
| 2005      | Ucieczka z Colditz (Colditz)         | drugi porucznik Jack Rose     | 2 odcinki   |
| 2005      | Królowa dziewica (The Virgin Queen)  | Robert Dudley, Lord Leicester | 3 odcinki   |
| 2007      | Cape Wrath                           | Jack Donnelly                 | 5 odcinków  |
| 2007      | Oliver Twist                         | Bill Sikes                    | 5 odcinków  |
| 2008      | Wichrowe Wzgórza (Wuthering Heights) | Heathcliff                    | 2 odcinki   |
| 2009      | The Take                             | Freddie                       | 4 odcinki   |
| 2013      | Poaching Wars                        | w roli samego siebie          | 2 odcinki   |
| 2014–2017 | Peaky Blinders                       | Alfie Solomons                | 7 odcinków  |
| 2017      | Tabu (Taboo)                         | James Delaney                 | 8 odcinków  |
| 2025      | Strefa gangsterów (MobLand)          | Harry Da Souza                | 10 odcinków |